# Miranda do Douro
Miranda do Douro este un oraș în Bragança, nord-estul Portugaliei. În zona adiacentă acestuia locuiesc vorbitori de Mirandês (limba mirandeză), un dialect al asturienei, care a fost recunoscut de către statul portughez în 1999, devenind limbă oficială, alături de limba portugheză.